# Hughes/Thrall (album)
Singles
1. Beg, Borrow Or Steal
Sortie : 1982
2. The Look In Your Eyes
Sortie : 1982

Hughes/Thrall est, jusqu'à présent, l'unique album du duo formé par Glenn Hughes et Pat Thrall. Il est sorti en août 1982 sur le label Epic Records.

## Historique
Après près de quatre années d'inactivités depuis son album Play Me Out (1977), Glenn Hughes rencontre le guitariste Pat Thrall qui vient de quitter Pat Travers. Les deux musiciens se mettent au travail et commence à écrire le nouveau matériel qui composera leur album.
Cet album sera enregistré à Los Angeles dans les studios United Western de Hollywood et Shangri-La de Malibu. Les deux musiciens enregistrent avec plusieurs batteurs dont Frankie Banali qui se fera remarquer plus tard au sein de Quiet Riot et deux batteurs de studio, Gary Mallaber et Gary Ferguson. Le claviériste Peter Schless participera aussi aux enregistrements. L'album sera produit par Hughes, Thrall, Andy Johns (connu pour son travail avec les Stones et Led Zeppelin) et Rob Fraponi (Bob Dylan).
L'album comprend une reprise de Trapeze, la ballade Coast to Coast qui figurait sur l'album You Are the Music...We're Just the Band (1972) et composée par Glenn Hughes. Les titres I Got Your Number et Beg, Borrow Or Steal sortiront en single et feront l'objet de clips vidéo. Beg, Borrow Or Steal sera classé pendant cinq semaines dans le Billboard Hot 100 aux États-Unis, il y atteindra la 79e place. L'album n'entra pas dans les charts.
La réédition de l'album en 2006 proposera deux titres bonus.

## Liste des titres
- Tous les titres sont signés par Glenn Hughes et Pat Thrall sauf indication.

Face 1
1. I Got Your Number - 3:36
2. The Look in Your Eyes - 3:52
3. Beg, Borrow or Steal - 3:48
4. Where Did the Time Go - 3:01
5. Muscle and Blood - 4:21

Face 2
1. Hold Out Your Life - 4:48
2. Who Will You Run To - 3:46
3. Coast to Coast (Hughes) - 3:57
4. First Step of Love - 5:37

Titres bonus réédition 2006
1. Love Don't Come Easy - 5:49
2. Still the Night - 3:50

## Musiciens
- Glenn Hughes: chant, basse
- Pat Thrall: guitares, guitare synthétiseur

avec
- Gary Ferguson: batterie, percussions
- Frankie Banali: batterie, percussions
- Gary Mallaber: batterie, percussions
- Peter Schless: claviers

## Charts singles
| Année | Single                  | Chart                  | Durée du classement | Position |
| ----- | ----------------------- | ---------------------- | ------------------- | -------- |
| 1982  | "Beg, Borrow or Steal"  | Hot 100                | 5 semaines          | 79e      |
| 1982  | "The Look In Your Eyes" | Mainstream Rock Tracks | 2 semaines          | 28e      |